# Phare de Culebrita
Le phare de Culebrita (en anglais Culebrita Lighthouse ; en espagnol Faro Culebrita) est un phare de signalisation maritime situé sur l'île de Culebrita au large de Culebra à Porto Rico, état associé aux États-Unis. Il a été en activité de 1886 à 1975.
Il est référencé dans le registre national des lieux historiques sous la tutelle du Gouvernement fédéral des États-Unis depuis le 22 octobre 1981.

## Historique

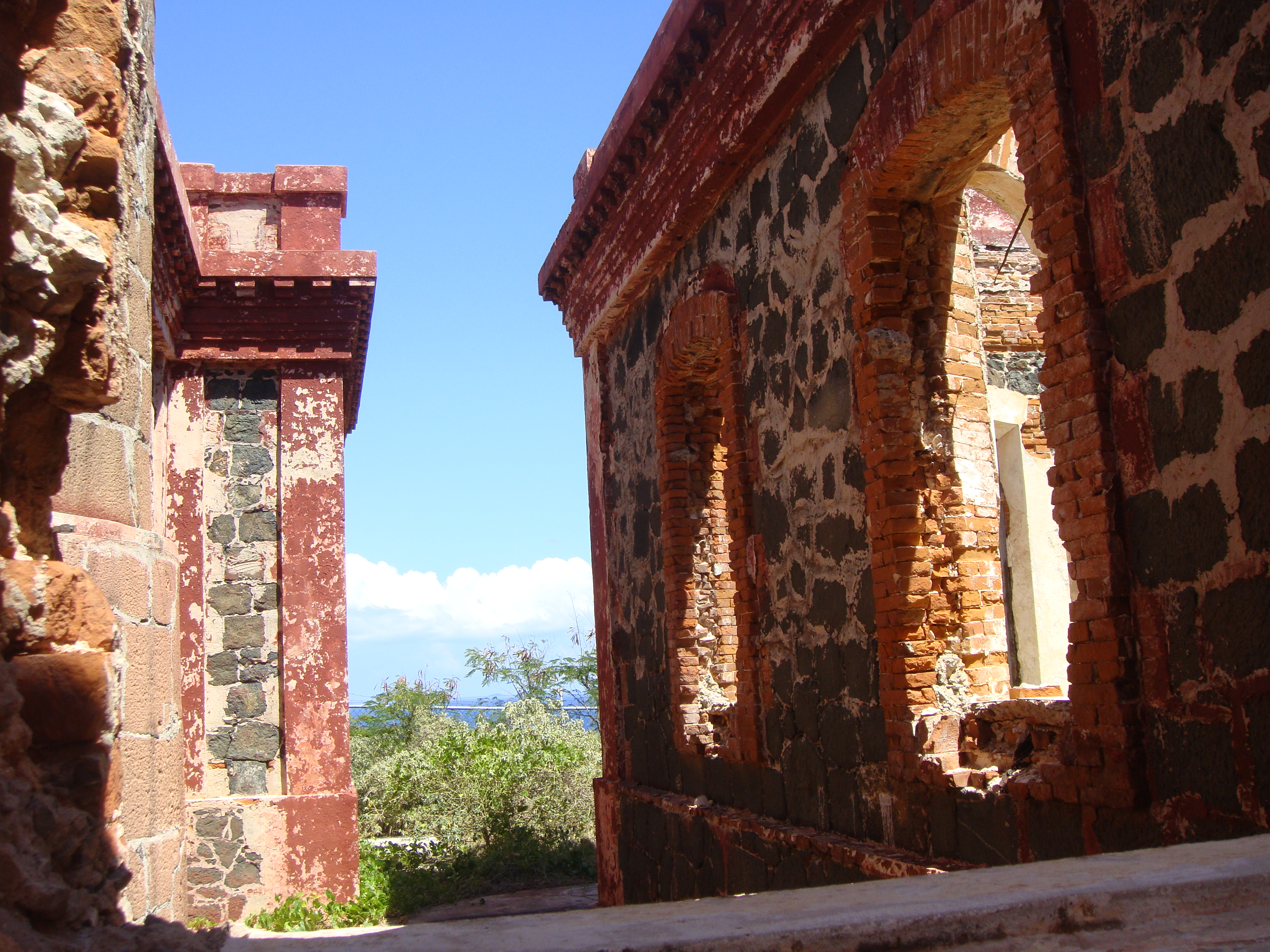
État du site en ruine en 2010.

Construit par les autorités coloniales espagnoles à partir du 25 septembre 1882 pour sécuriser l'approche maritime de l'île de Culebra (entre le canal de Vieques et les îles Vierges espagnoles), il est mis en service le 25 février 1886. Situé à l'extrême pointe orientale du territoire de Porto Rico, il s'agit de l'un des plus vieux phares actifs dans les Caraïbes jusqu'en 1975 et de l'unique monument de Culebra datant de l'époque de l'Empire espagnol.
Il est désactivé en 1975, remplacé par une balise automatique à énergie solaire, puis classé aux monuments historiques américains le 22 octobre 1981. Il fait alors partie des quelques monuments présents dans le Refuge faunique national de Culebra. Cependant, non-entretenu, il a été frappé par l'Ouragan Hugo en 1989 et sa tour s'est effondrée lors du passage de l'Ouragan Marilyn en 1995. Actuellement l'ensemble des bâtiments risquent de s'effondrer.